# Générateur de vapeur
Pour un article plus général, voir Chaudière.
Les générateurs de vapeur chaude  (GV) sont des composants essentiels des centrales électriques thermiques ou nucléaires, et de certains réseaux de chaleur. 
Dans un réacteur à eau pressurisée (REP), la fonction du générateur de vapeur est d'échanger la chaleur entre le circuit primaire chauffé par le réacteur et le circuit secondaire qui produit la vapeur entraînant la turbine à vapeur — ou bien transporte la chaleur produite dans le cas d'un réseau de chaleur. Les générateurs de vapeur actuels les plus puissants atteignent environ 1 400 mégawatts thermiques. Un REP moderne dispose de 2 à 4 générateurs de vapeur dans l'enceinte de confinement.
Dans le circuit primaire d'un réacteur nucléaire, l'eau monte à 300 °C et 155 bars. Grâce aux générateurs de vapeur, l'eau du circuit secondaire est portée à ébullition, à une pression de 50 à 80 bars : la vapeur s'échappe alors sous pression et fait tourner le groupe turbo-alternateur — c'est-à-dire la turbine couplée à l'alternateur — situé dans la salle des machines.

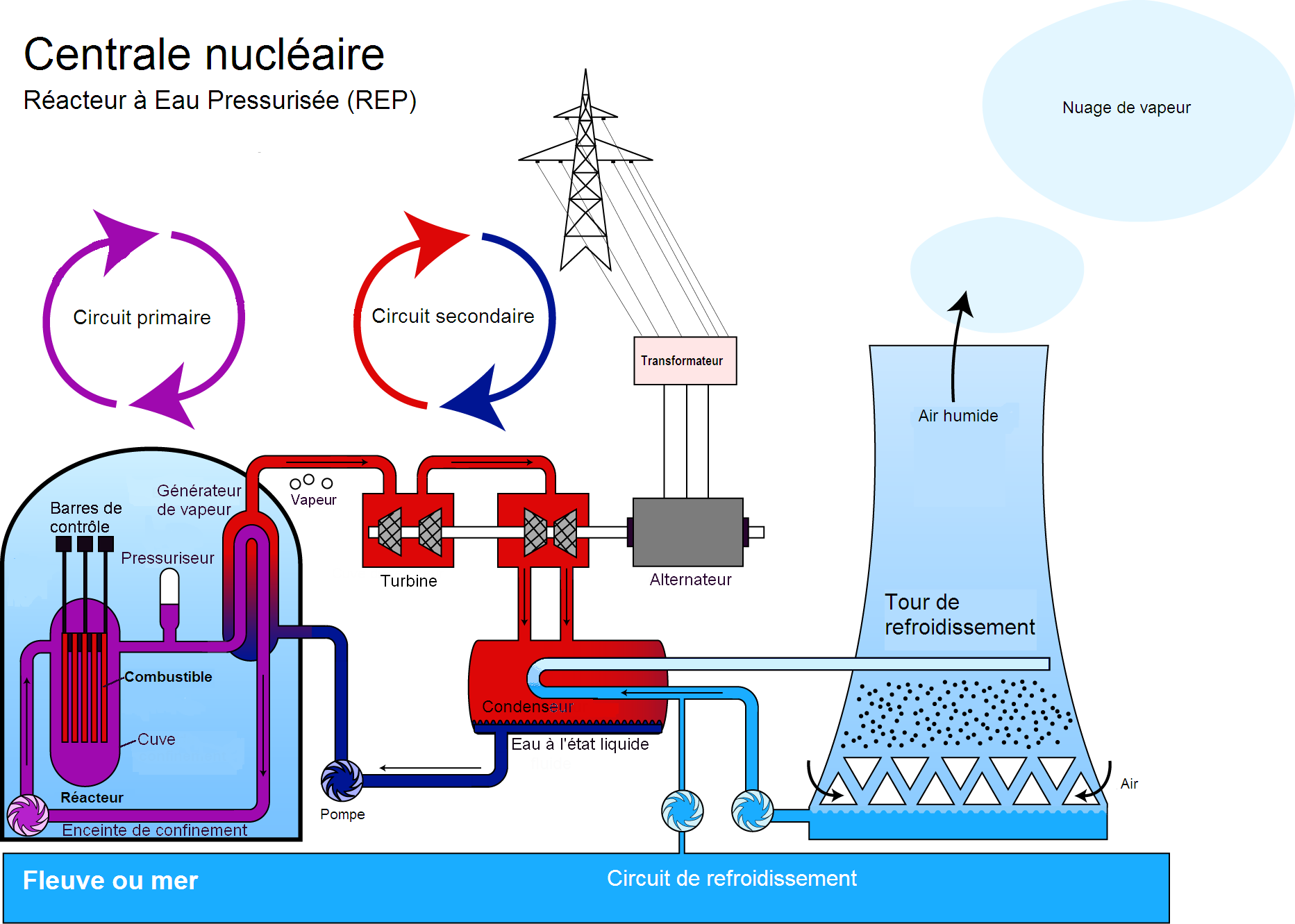
Schéma montrant le rôle d'un générateur de vapeur dans un réacteur à eau pressurisée.

## Structure et géométrie
Un générateur de vapeur (GV) tel que ceux équipant les réacteurs nucléaires français est un cylindre d'une vingtaine de mètres de hauteur, renfermant 3 000 à 6 000 tubes en forme de U inversé. 
L'échange de chaleur se fait par une grande quantité de tubes minces, dans lesquels circule le fluide chaud, et autour desquels circule le fluide à chauffer.
Les tubes ont un diamètre de 2 cm environ, et montent dans le cylindre jusqu'à 10 m. Ils sont fixés à la base sur une plaque dite tubulaire, et sont maintenus à intervalle d'un mètre par des plaques entretoises. Dans la partie courbe en haut des tubes, qui peut avoir jusqu'à 1,5 m de rayon pour les tubes extérieurs, les tubes sont maintenus par des barres anti-vibratoires.
Valeurs palier N4 : 5 610 tubes d'un diamètre de 19,05 mm et d'une épaisseur de 1,09 mm sont répartis au pas triangulaire de 27,43 mm sur la plaque à tubes.
Le faisceau de tubes est enveloppé par une chemise en tôle qui le sépare du retour d'eau extérieur et guide l'émulsion vers un étage de séparation puis de séchage.

## Fonctionnement

### Générateurs de vapeur à tubes en U équipant les réacteurs à eau sous-pression

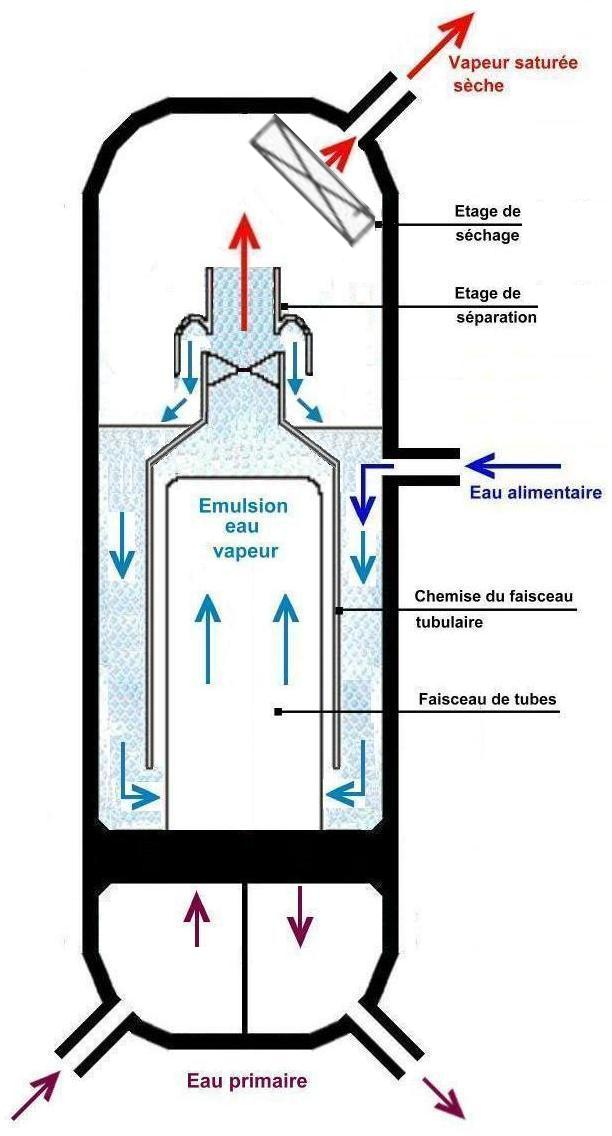
Principe du fonctionnement côté secondaire des générateurs de vapeur à tubes en U verticaux

#### Description fonctionnelle - Taux de circulation
Dans le GV, l'eau du circuit primaire circule dans les tubes. L'entrée dans les tubes se fait sous la plaque tubulaire, dans la branche chaude. Le fluide monte dans les tubes, côté branche chaude, transmet une partie de sa chaleur au circuit secondaire pendant la montée ainsi que dans les cintres, puis redescend côté branche froide.
L'eau du circuit secondaire ("eau alimentaire") entre dans le GV en partie supérieure au-dessus de l'altitude du sommet de faisceau des tubes, généralement sous le niveau d'eau. Elle s'échappe sous forme de vapeur sous pression au sommet du GV.
L'eau alimentaire admise dans le GV sous le niveau d'eau, de façon à prévenir la condensation de la vapeur présente dans le dôme est rapidement dirigée vers le bas du GV où elle se mélange avec l'eau à saturation issue des séparateurs. Le mélange se dirige ensuite sous la chemise vers le faisceau de tubes où il est tout d'abord réchauffé à saturation et ensuite évaporé partiellement. Le "taux de circulation" (noté {\displaystyle \theta }) est le rapport du débit du mélange diphasique faisceau au débit de vapeur produit. Plus le taux de circulation est élevé plus la température du mélange admis au contact des pièces épaisses et du faisceau de tubes est élevée et meilleur est le brassage de l'eau dans le faisceau de tubes.
Exemple : 
- Dans une configuration typique où la pression de la vapeur saturée produite est de 55 bar (soit une température de 270 °C) et où la température d'eau alimentaire est de 170 °C, la température du mélange vaut sensiblement {\displaystyle T_{mel}={270\times (\theta -1)+170 \over \theta }} Un taux de circulation de 3 conduit à Tmel = 237 °C
- Le débit massique d'émulsion dans le faisceau vaut 3 fois la valeur du débit vapeur ; le titre en vapeur de l'émulsion est donc égal à 33 % immédiatement à l'entrée de l'étage de séparation séchage. Soit donc un taux de vide de 93 % {\displaystyle {1 \over {taux~de~vide}}=1+\left({1 \over titre~massique}-1\right)\times {\rho _{v} \over \rho _{e}}}. La masse volumique de ce mélange vaut sensiblement 524 kg/m3, dans l'exemple choisi, contre 822 kg/m3 pour le mélange eau alimentaire eau saturée présent dans le retour d'eau.
- Dans les séparateurs l'émulsion est centrifugée de façon à favoriser la séparation dynamique de l'eau ainsi que la séparation gravitaire[Note 4],[Note 5].
- En aval de l'étage de séparation, une batterie de sécheurs à chicanes permet d'assécher complètement la vapeur.

On s'arrange pour équilibrer la perte de charge de l'émulsion dans le faisceau et l'étage de séparation avec le terme moteur de thermosiphon procuré par l'altitude du niveau.
La surface de l'eau (limite entre phase liquide et vapeur) est maintenue à niveau constant par un automatisme agissant sur une vanne réglante du circuit d'eau alimentaire ce qui assure de façon simple la régulation d'ensemble.
La vapeur produite arrive dans un grand collecteur de vapeur où l'on tente de limiter la présence de gouttelettes, toutefois au-dessus de 32 bars toute perte de charge se traduit par une légère condensation. Puis le collecteur se rétrécit et la vitesse de la vapeur augmente tandis que diminue la dimension des tuyaux (qu'il faut aussi calorifuger).

#### Exemple de calcul simplifié d'un générateur de vapeur

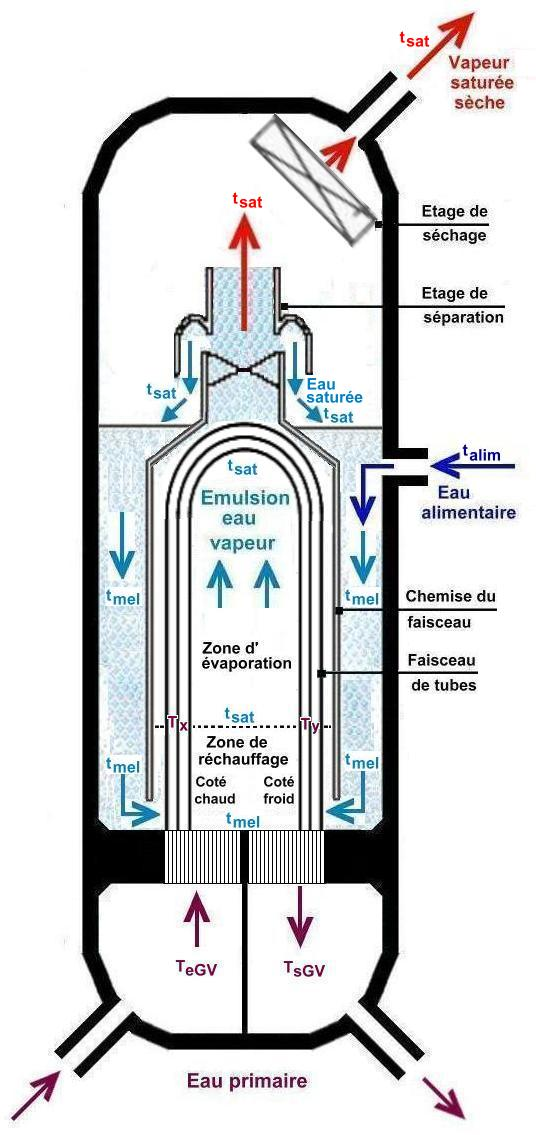
Fonctionnement côté secondaire d'un générateur de vapeur à recirculation de type ordinaire

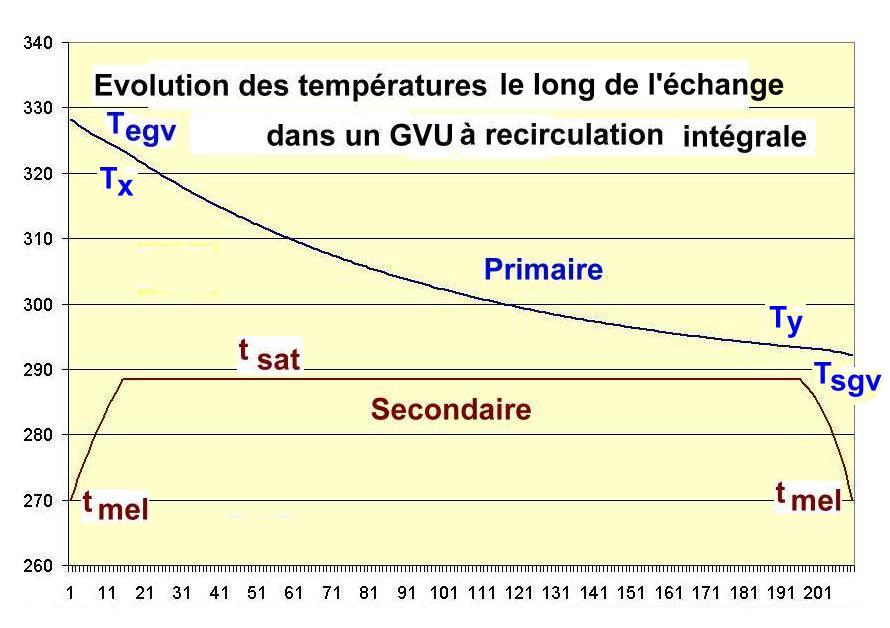
Évolutions des températures le long de l'échange dans un GVU à recirculation intégrale

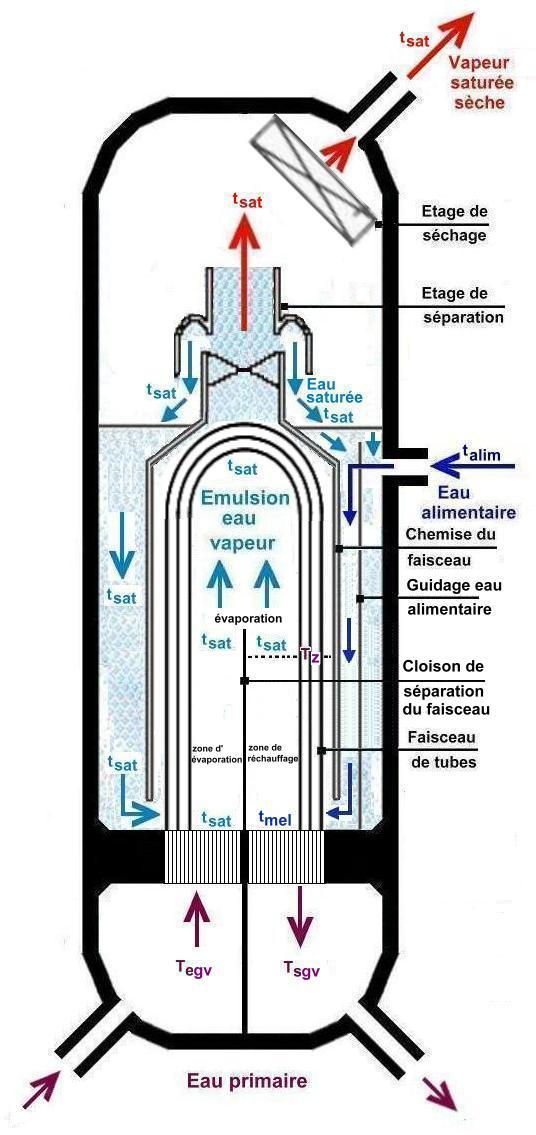
Fonctionnement côté secondaire d'un générateur de vapeur à économiseur axial

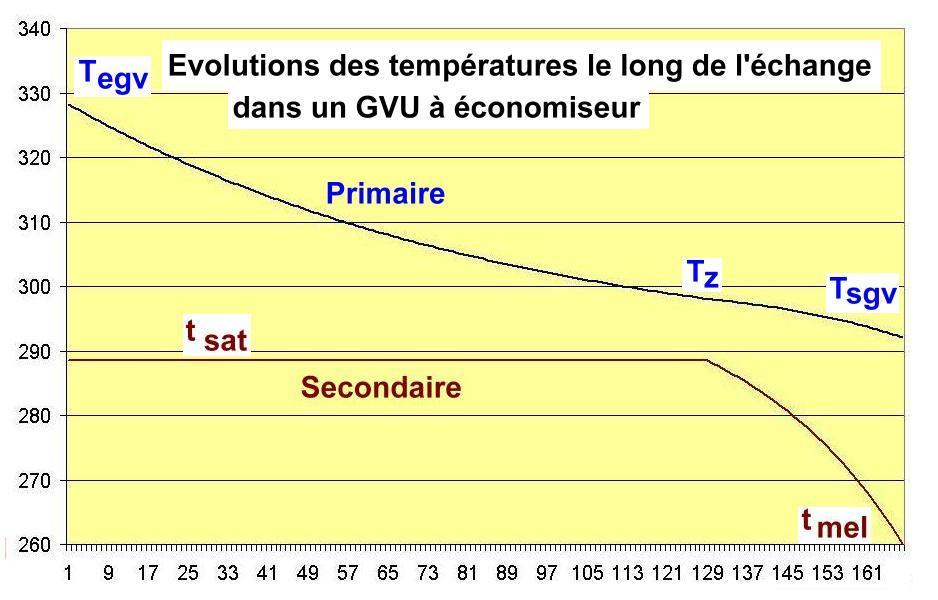
Températures primaire et secondaire le long de l'échange dans un GVU à économiseur intégré

On tente dans ce paragraphe de retrouver de manière simple le dimensionnement général d'un générateur de vapeur de type classique de caractéristiques voisines de celui des réacteurs du palier N4. On effectue tout d'abord un calcul sans tenir compte de la présence du réchauffeur axial qui équipe ce type de GV. On apprécie ensuite le gain sur la pression vapeur ou la surface d'échange apporté par ce perfectionnement.
Le calcul estimatif effectué dans la boite déroulante montre que la conception à économiseur axial retenue pour les GV N4 et EPR fait gagner, toutes choses égales par ailleurs, environ 20 % sur la surface d'échange au prix de quelques tôles et tuyauteries internes non résistantes à la pression. À surface d'échange donnée, le gain sur l'échange thermique se traduit par une pression vapeur accrue de 2,8 bars toutes choses égales d'ailleurs procurant un rendement thermodynamique augmenté et donc à production d’électricité donnée :
- une réduction de la charge thermique de la source froide (environnement moins affecté).
- une meilleure sûreté (puissance résiduelle moindre)

### Autres technologies
Les générateurs de vapeur de type Babcock sont à tubes droits et simple-passage. Les générateurs des centrales VVER russes sont à axe horizontal, disposition favorable du point de vue de la tenue au séisme.
Certains réacteurs de faible puissance sont également équipés de générateurs de vapeur avec des tubes simple-passage hélicoïdaux.
Les générateurs de vapeur non nucléaires atteignent des températures de 450 °C et des pressions de 45 bars (45.105Pa).

## Maintenance
Les générateurs de vapeur sont soumis à une visite décennale obligatoire conformément au règlement sur les appareils à vapeur

### Contrôle des tubes
Les tubes des générateurs de vapeur constituent la seconde barrière des centrales nucléaires, isolant le fluide primaire, au contact des crayons combustibles, et le fluide secondaire du circuit eau vapeur.
En conséquence, une attention toute particulière est accordée à la vérification de l'étanchéité des tubes au cours des arrêts de tranche.
L'examen non destructif des tubes est fait en fonction de l'historique, et selon un « plan de sondage » permettant de vérifier l'intégralité des tubes en 3 ou 4 visites.
Différents procédés sont utilisés pour contrôler les tubes : remplissage de la partie "secondaire" par de l'hélium pour vérifier leur étanchéité ; utilisation de courants de Foucault pour mesurer l'état mécanique des tubes.
Les tubes (en inconel 600 puis en inconel 690) présentant des défauts, dus par exemple à la corrosion ou à des fissures, sources de fuites, sont bouchés (à leur entrée et sortie) pour éviter que le fluide du circuit primaire ne contamine le circuit secondaire. Le bouchon est en métal plein et il est conçu pour être fixé au tube via des dents ou cannelures venant s'incruster dans la paroi de celui-ci, mais depuis 2008, au moins cinq anomalies de pose des bouchons ont été détectées par EDF au moment de la maintenance de réacteurs à l'arrêt, anomalies qui a déjà conduit « au déplacement des bouchons dans les tubes » ce qui peut potentiellement altérer le générateur de vapeur. Ces anomalies ont mis « en cause la maîtrise de ces opérations ». Elles ont été depuis corrigées selon EDF et l'ASN. 
C'est une opération bien plus complexe, mais le tube peut aussi être réparé (opération appelée manchonnage lors de laquelle des manchons sont introduits non pas à l'extérieur du tube détérioré, mais à l'intérieur, l'étanchéité étant acquise par « dudgeonnage » robotisé et téléopéré, plusieurs  "expansion hydraulique" successives (par dudgeon) ; la pièce rapporté est en acier 18MND5 revêtu  d’inconel 690 (du côté 
circuit primaire uniquement). Ainsi alors qu'un projet prévoyait dans la tranche 5 de la centrale nucléaire de Gravelines de remplacer trois Générateurs de Vapeur, en 2016 EDF a proposé de continuer l'exploitation de la tranche avec ses Générateurs de Vapeur d’origine après épreuve hydraulique du circuit primaire et réparations dites de « manchonnage » des tubes des Générateurs pour conserver l'« intégrité de la seconde barrière »). C'était une première en France mais le groupe Westinghouse (qui a réalisé cette opération en 2017) l'avait déjà pratiqué dans plusieurs centrales d'autres pays (avec 19 000 manchons déjà posés en 15 ans). En France "tous les centres de production nucléaire du palier 1 300 MWe d'EDF sont potentiellement concernés" ; EDF a lancé un marché global pour le manchonnage. Un autre procédé a été breveté en 1985, visant à créer un manchon métallique étanche dans la zone de fuite, par un traitement l'électrodéposition de nickel, par voie humide.
Les tubes (plusieurs kilomètres dans chaque GV) sont maintenus par des plaques entretoises pour limiter leur vibration. Récemment, un phénomène de colmatage de l'espace restreint entre les tubes et les plaques a été mis en évidence : des oxydes métalliques véhiculés dans l'eau secondaire, tendent à se déposer dans les zones confinées quand l'eau se vaporise au contact du métal chaud. Tout colmatage nuit au fonctionnement du générateur de vapeur à long terme ; il est donc aujourd'hui traité (par nettoyage chimique et/ou à l'eau sous pression).

### Incidents
Les incidents liés au générateur de vapeur sont assez fréquents dans l'industrie nucléaire :
- Le 15 février 2000 s'est produit une fuite importante de vapeur radioactive en raison de la rupture d’un tube sur l'un des générateurs de vapeur du réacteur no 2 de la centrale nucléaire d'Indian Point (États-Unis).
- De 2004 à 2007, certains réacteurs des centrales EDF ont subi un colmatage des générateurs de vapeur côté secondaire qui a dû être résolu pour assurer la sécurité du fonctionnement de ces centrales[10]
- La rupture de tubes de générateur de vapeur peut conduire à une fuite radioactive comme lors de l'incident de janvier 2012 à la centrale nucléaire de San Onofre (USA)[11].
- Le 31 mars 2016, EDF a informé l’ASN du basculement d’un générateur de vapeur, en cours de manutention dans le bâtiment du réacteur 2 de la centrale nucléaire de Paluel (76)[12].

## Avantages et inconvénients
La vapeur d'eau est le mode de déplacement par excellence de l'énergie thermique pour des puissances très élevées (très bonne puissance spécifique de la vapeur et dimension non limitée de l'installation pour certains usages).
Mais la vapeur humide présente des inconvénients : dans les turbines elle augmente l'usure des aubes et dans les transports de chaleur, elle augmente les pertes calorifiques par contact/conductibilité-thermique des condensats avec les parois. Les circuits à vapeur sèche (appelés aussi surchauffées) sont plus complexes à conduire (pression et température plus élevées) mais ne présentent pas ces inconvénients.

## Homonymes
On désigne aussi sous le terme « générateur de vapeur » :
- l'appareil qui permet au Hammam moderne de fonctionner ;
- une simple chaudière vapeur ;
- l'ensemble des appareils qui permettent l'adjonction de vapeur dans le four vapeur ;
- un humidificateur destiné au conditionnement d'air.